# Gustav von Hake

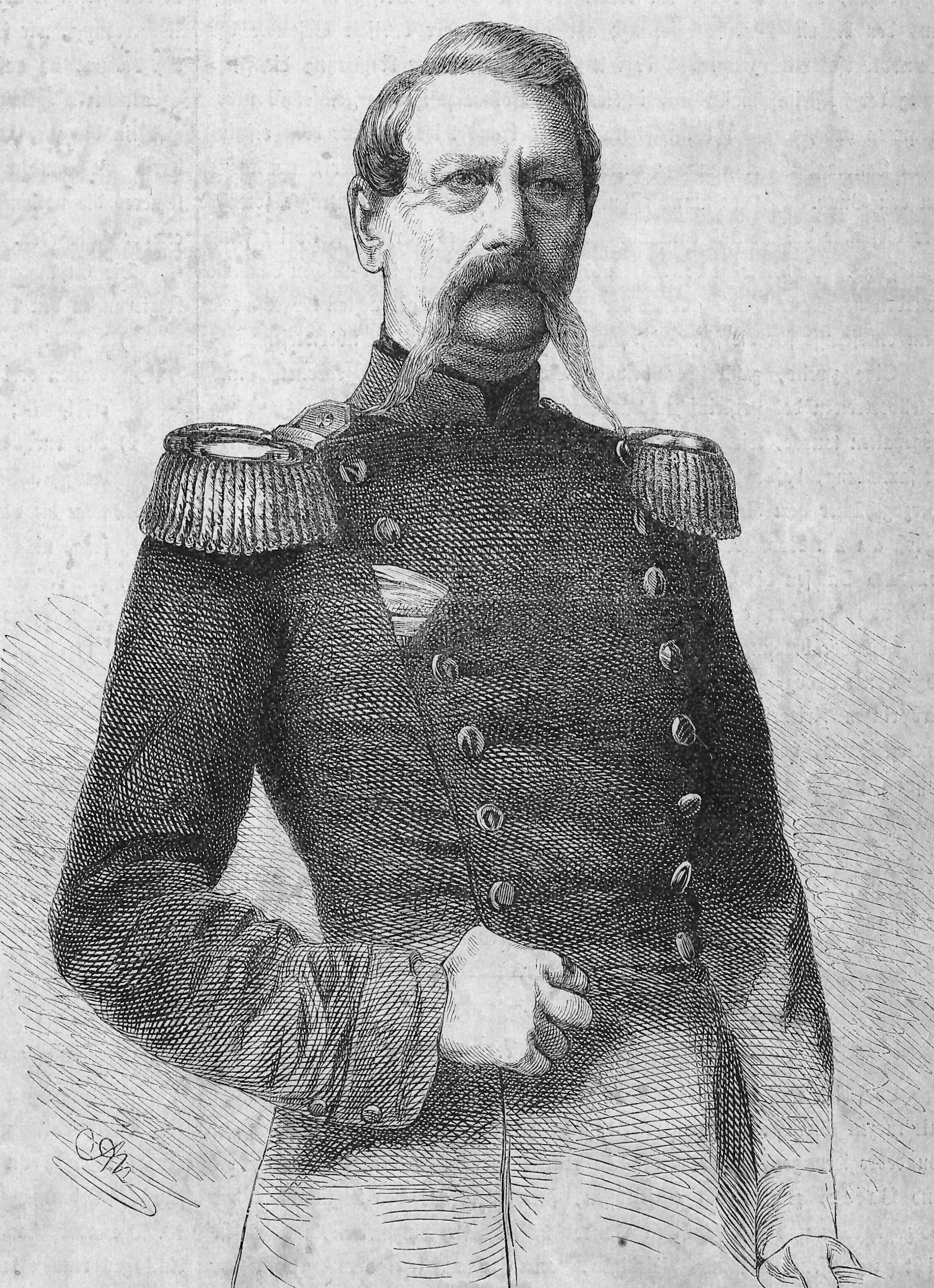
Gustav von Hake, 1864

Heinrich Gustav Friedrich von Hake (* 16. Februar 1797 in Zeitz; † 15. Dezember 1877 in Dresden) war ein sächsischer General der Infanterie und ab 1862 Gouverneur von Dresden. Er führte die Truppen des Deutschen Bundes während der Bundesexekution gegen die Herzogtümer Holstein und Lauenburg von 1863 als Oberbefehlshaber und wurde für seine Verdienste am 15. Dezember 1864 zum Ehrenbürger der Stadt Dresden ernannt.

## Leben

### Herkunft
Gustav von Hake war Angehöriger des ursprünglich märkischen Adelsgeschlechts von Hake. Seine Eltern waren der sächsische Generalmajor August Wilhelm Ernst von Hake (1764–1842) und dessen Ehefrau August Frederike Christiane Charlotte, geborene von Tyroff genannt Weißzerling (1765–1850).

### Militärlaufbahn
Nach dem Besuch der Kadettenschule trat Hake 1815 noch vor dem Ende der Befreiungskriege als Sous-Lieutenant in die Sächsische Armee ein. Während der Erhebung in Schleswig-Holstein 1849/50 war er als Angehöriger der sächsischen Truppen in den Herzogtümern Holstein und Lauenburg eingesetzt. Als Kommandeur des III. Bataillons im 3. Linien-Infanterie-Regiment „Prinz Georg“ nahm Hake am 13. April 1849 am Gefecht bei Düppel teil und wurde am 22. April 1849 für sein Verhalten durch König Friedrich August II. mit dem Ritterkreuz des Militär-St.-Heinrichs-Ordens beliehen. Im weiteren Verlauf seiner Militärkarriere war er ab dem 20. Februar 1859 Kommandeur der 2. Infanterie-Division. 1860 wurde von Hake zum Generalleutnant befördert. Ab 1862 nahm Hake neben seiner Funktion als Divisionskommandeur auch das Amt des Gouverneurs von Dresden wahr.
Am 10. Dezember 1863 wurde Hake zum Kommandierenden General und Oberbefehlshaber der Exekutionsstreitkräfte der gegen die zum dänischen Königreich gehörenden Herzogtümer Holstein und Lauenburg gerichtete Bundesexekution des Deutschen Bundes ernannt. Hake behielt diesen Oberbefehl auch während des Deutsch-Dänischen Krieges vom 1. Februar bis 30. Oktober 1864. Sein Generalstabschef war Alfred von Fabrice.
Zur Bundesexekution gegen Holstein und Lauenburg erließ Hake am 18. Dezember 1863 seinen Befehl an die Bundestruppen:
„Kraft der zwischen unseren allerdurchlauchtigsten Kriegsherren getroffenen Vereinbarung sehe ich mich zu der Führung der zu dem Einrücken in die Herzogthümer Holstein und Lauenburg zunächst bestimmten Bundes=Executionstruppen berufen. Indem ich an dem heutigen Tage das mir übertragene Commando übernehme, entbiete ich den Officieren, Unterrofficieren und Soldaten meinen freundlichen und herzlichen Gruß. Es gilt, die heiligen Rechte deutscher Bundesländer gegen langjährige übermüthige Eingriffe zu schützen. Lasset uns zusammenhalten in treuer und fester Brüderschaft und wetteifern in der Erfüllung unserer Pflichten. Der Ruhm und der glorreichen Erinnerungen viele knüpfen sich an die Fahnen eurer Armee; kommt es zum Kampfe, so werden wir uns dieser Erinnerung würdig zeigen. (gez.) v. Hake.“
Ab dem 23. Dezember 1863 rückten die sächsisch-hannoversche Truppen unter Hakes Befehl in die Herzogtümer ein. Innerhalb einer Woche war die Eiderlinie erreicht und die Festung Rendsburg besetzt.
Seine Fähigkeiten als General wurden wie folgt bewertet:
„Hake war ein tüchtiger, energischer Soldat, aber den diplomatischen Schwierigkeiten seiner Stellung wenig gewachsen. Glücklicherweise wurde dieser Mangel jedoch durch die ganz hervorragende Befähigung seines Stabschefs, des Obersten v. Fabrice, völlig ausgeglichen, der hier zum ersten Male Gelegenheit fand, seine ausgezeichnete, militärische und staatsmännische Begabung zu betätigen … kam ihm seine genaue Bekanntschaft mit den maßgebenden Persönlichkeiten und Verhältnissen in Preußen vorzüglich zu statten, um auch in den bedenklichsten Situationen offenen Konflikte zu vermeiden.“
Im Widerspruch zur Bundesexekution strebten die deutschen Großmächte Preussen und Österreich nach dem Abschluss der Besetzung die endgültige Klärung der Schleswig-Holstein-Frage an und begannen mit Truppenverlegungen an die Eiderlinie zur Vorbereitung für den Deutsch-Dänischen Krieg. Hake wollte den österreichisch-preußischen Interventionstruppen, die am 21. Januar 1864 – noch vor dem eigentlichen Kriegsausbruch – in Hamburg, Lübeck und Holstein eingerückt waren, Einhalt gebieten, doch er erhielt bereits einen Tag später von dem sächsischen Gesandten und Außenminister Friedrich Ferdinand von Beust die Anweisung, die Armeen passieren zu lassen.
In den Herzogtümern Holstein und Lauenburg blieb die Bundesexekution und damit auch Hakes Kommando aber unabhängig vom Krieg gegen Dänemark formal bestehen. Am 21. Juli 1864 besetzten die preußischen Truppen jedoch im Alleingang die Festung Rendsburg und Hake musste unter Protest die Bundeskontingente der vereinten deutschen Truppen dort abziehen, womit das Verhältnis zwischen den sogenannten deutschen Mittelstaaten und Preußen Schaden nahm.
Als der Bundestag am 5. Dezember 1864 den Antrag der Großmächte Preußen und Österreich annahm, die Bundesexekution formell zu beenden, wurden die Exekutionstruppen aus Holstein und Lauenburg abgezogen. Hakes Kommando war damit auch formell beendet. Für seine Verdienste als Oberbefehlshaber wurde Hake nach seiner Rückkehr zum Ehrenbürger von Dresden ernannt. Er fungierte dann noch bis zum 12. September 1865 als Kommandeur der 2. Infanterie-Division, wurde anschließend zur Disposition gestellt und erhielt 1873 noch den Charakter eines Generals der Infanterie.

### Familie
Hake heiratete am 4. Juni 1838 in Dresden Louise von Britzke (* 21. April 1813; † 15. Juni 1880). Die Ehe blieb kinderlos.